# 美濃太田駅

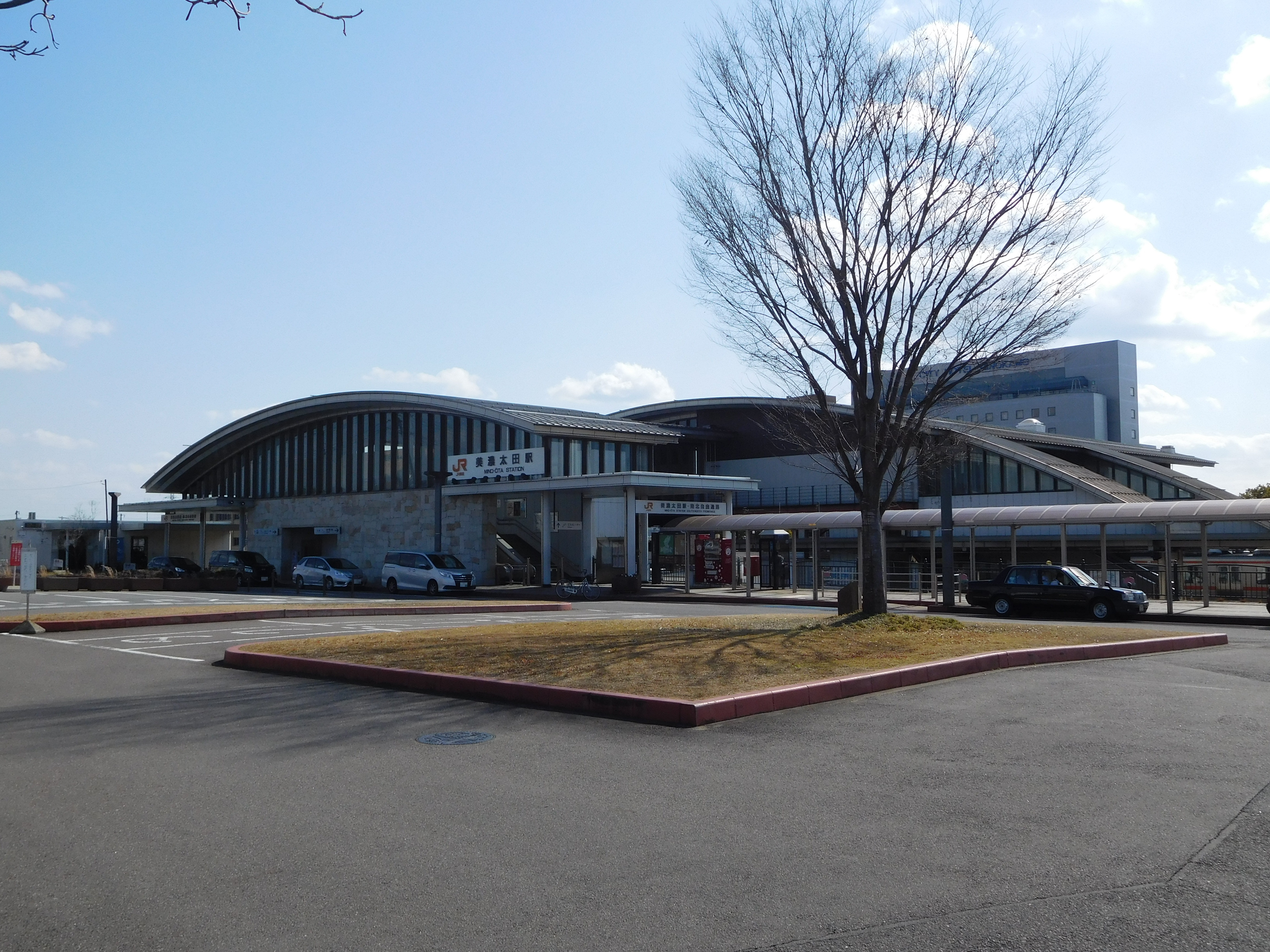
北口（2019年2月）

美濃太田駅（みのおおたえき）は、岐阜県美濃加茂市太田町にある、東海旅客鉄道（JR東海）・長良川鉄道の駅である。

## 概要
美濃加茂市の代表駅である。駅名の由来は、開業当時の町名である加茂郡太田町による。太田町は1954年（昭和29年）に当時の周辺町村と合併して「美濃加茂市」となった。そのため、現在は市名と代表駅の名とが異なっている。
JR東海の高山本線と太多線、長良川鉄道の越美南線の3路線が乗り入れ、接続駅となっている。JRの路線としては高山本線を当駅の所属線としている。太多線は当駅が終点、越美南線は当駅が起点である。なお、越美南線は1986年までは高山本線・太多線同様に日本国有鉄道（国鉄）の路線であったため、長良川鉄道への転換以前は国鉄単独駅であった。
高山本線にはCG07、太多線にはCI00、長良川鉄道越美南線には0の駅番号がそれぞれ設定されている。
JR線はすべての特急「ひだ」が停車する。2001年（平成13年）9月30日までは、特急「ひだ」と名古屋鉄道新名古屋駅から乗り入れていたディーゼル特急「北アルプス」が当駅で増解結と乗務員交代を行っていた。また当駅から岐阜方面は太多線の列車が乗り入れるため本数が増える。

## 歴史
- 1921年（大正10年）11月12日：高山線（1934年に高山本線に改称）が各務ヶ原駅から延伸した際に、その終着駅として開業[2][3][6]。一般駅[6]。
- 1922年（大正11年）11月25日：高山線が下麻生駅まで延伸。途中駅となる。
- 1923年（大正12年）10月5日：越美南線が美濃町駅（現在の美濃市駅）まで開業し、当駅に乗り入れ[7][8]。
- 1928年（昭和3年）10月1日：太多線が広見駅（現在の可児駅）から当駅まで延伸し、当駅に乗り入れ[4][9]。
- 1957年（昭和32年）4月：自動券売機を設置[10]
- 1972年（昭和47年）11月1日：旅行センターを開業[11]。
- 1982年（昭和57年）11月15日：貨物の取り扱いを廃止（旅客駅となる）[6]。
- 1986年（昭和61年）12月11日：越美南線が長良川鉄道に転換[7][8][12]。
- 1983年（昭和58年）4月1日：ホーム案内放送を自動化[13]。
- 1987年（昭和62年）
  - 3月31日：貨物の取り扱いを再開（一般駅に戻る）[6]。ただし貨物の以降の取り扱い実績は無い。
  - 4月1日：国鉄分割民営化により、JR東海・日本貨物鉄道（JR貨物）・長良川鉄道の駅となる[6]。
- 1998年（平成10年）3月28日：新駅舎が完成し、使用を開始[14]。
- 2003年（平成15年）10月1日：ダイヤ改正により特急「ひだ」が全列車停車となる[15]。
- 2007年（平成19年）4月1日：JR貨物の駅が廃止。
- 2010年（平成22年）3月13日：JR東海の駅でICカード「TOICA」の利用が可能となる（岐阜駅・多治見駅方面のみ利用可）[16]。
- 2019年（令和元年）6月1日：駅弁の販売が終了[17][18][19]。
- 2025年（令和7年）10月1日：下呂駅方面で「TOICA」の利用が可能となる予定（但し、下呂駅、高山駅、飛騨古川駅以外では利用不可）[20]。

## 駅構造
鉄骨造2階（一部3階）建ての「美濃太田駅自由通路」に接して南側にJR線乗り場の改札口が1か所、北側に長良川鉄道線乗り場の出入り口が1か所設けられている。JR線と長良川鉄道線は改札内ではつながっていない。自由通路への南口と北口にはそれぞれエレベーターが設置されているほか、トイレと売店が設けられている。売店はJR改札口脇にあり、トイレは南口、北口1階に設けられている。南口、北口ともに公設の屋内駐輪場がある。南口にある、観光案内所にはFMららの美濃加茂・加茂郡エリアの番組を収録・生放送している「みのかもHOTスタジオ」がある。

### JR東海
島式ホーム2面4線を持つ地上駅。橋上駅舎を備える。改札口は1か所のみで、自由通路に面する。
駅長・駅員配置駅（直営駅）である。管理駅として、高山本線の坂祝駅 - 下油井駅間の各駅および太多線の下切駅・可児駅・美濃川合駅の3駅を管理している。自動券売機、JR全線きっぷうりば、自動改札機（TOICAは2010年より利用可能）があり、トイレは2階改札内にある。自由通路北口エレベータ前、自由通路南口階段付近にもそれぞれトイレがある。1階部分の1番線・2番線のホーム上には売店が設けられていたが、現在は閉店し自販機コーナーのみになっている。同ホームの坂祝駅寄りには冷暖房装置のある待合室も設置されている。なお2階改札と1階とを結ぶエレベーターも設けられている。
越美南線の線路を越えた西側に、転車台がある

#### のりば
| 番線        | 路線        | 方向     | 行先                | 備考                |
| ----------- | ----------- | -------- | ------------------- | ------------------- |
| 1・2        | CG 高山本線 | 上り     | 岐阜方面            | 一部は4番線から発車 |
| 1・2        | CI 太多線   | -        | 多治見方面          | 2番線は一部列車のみ |
| 3・4        | CI 太多線   | -        | 多治見方面          |                     |
| CG 高山本線 | 下り        | 高山方面 | 一部は1番線から発車 |                     |

（出典：JR東海:駅構内図）
- 特急「ひだ」は、下り（高山方面）は3番線、上り（名古屋方面）は2番線に入線する。

- 太多線列車の発着ホームは列車によって変動する。2006年（平成18年）6月に美濃太田駅構内改良工事が行われ、岐阜方面からの下り列車についても4番線への入線ができるようになった（代わりに長良川鉄道越美南線との連絡ポイントが切られた）。多治見方面からの列車は、1 - 4番線のいずれのホームにも入線できる。また、2番線と3番線との間には、ホームに面さない線路がある。

- 改良工事以前は、4番線の岐阜方は、長良川鉄道線の関方面のみへつながっていた。1 - 3番線は岐阜駅方面と関駅方面につながっていて、国鉄時代には「中川辺発北濃行き」の普通列車や、長良川鉄道になってからも1 - 3番線から発車する北濃方面の列車が設定されていた。

- 2001年（平成13年）9月30日までは特急「ひだ」（当初は大阪および名古屋発の臨時列車、のちに名古屋発の「ひだ7号」として定期化）が3番線に先着後、一旦長良川鉄道線に引き上げ、特急「北アルプス」が3番線に到着後、その後ろに連結された。

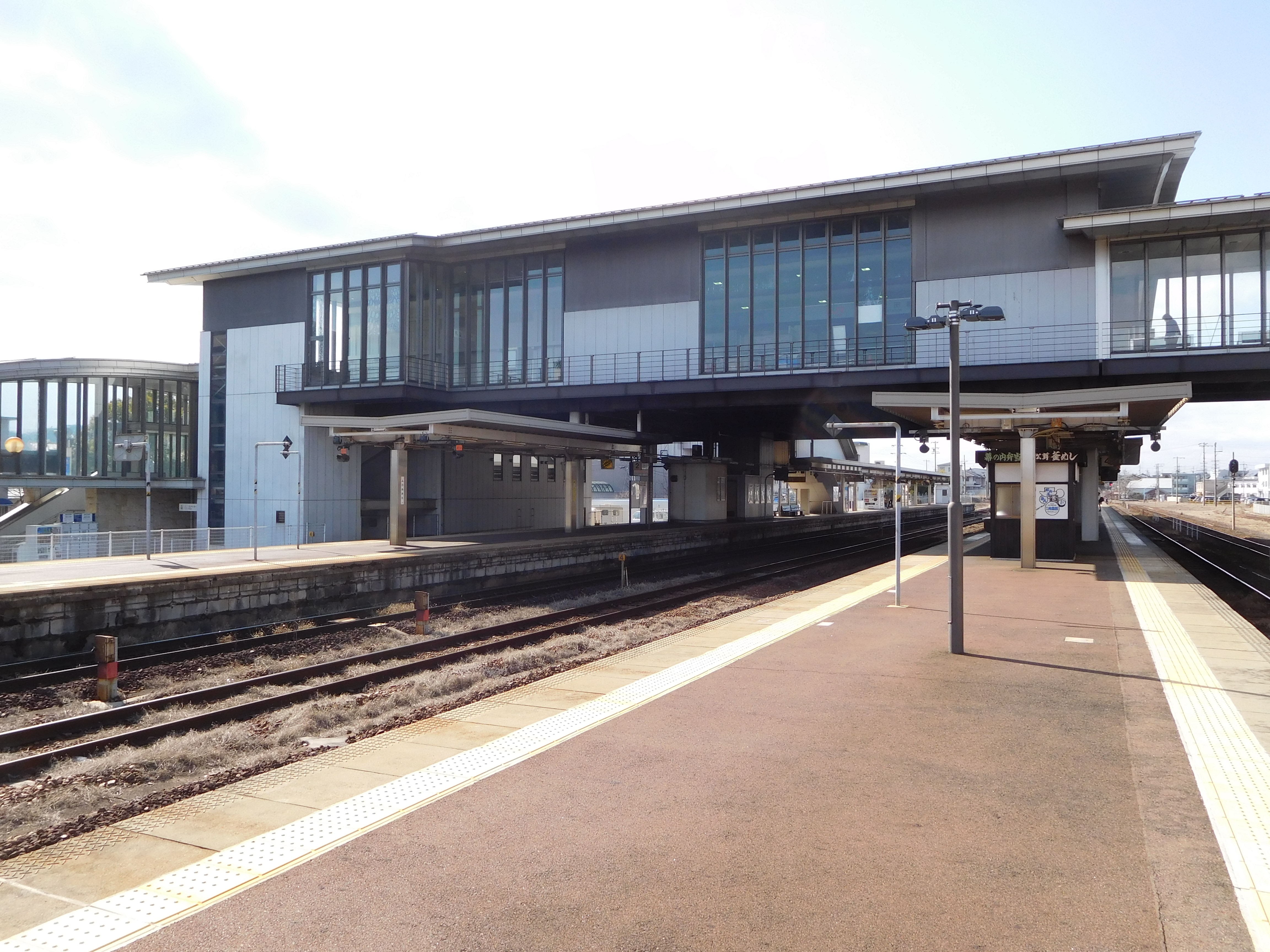
ホーム（2019年）
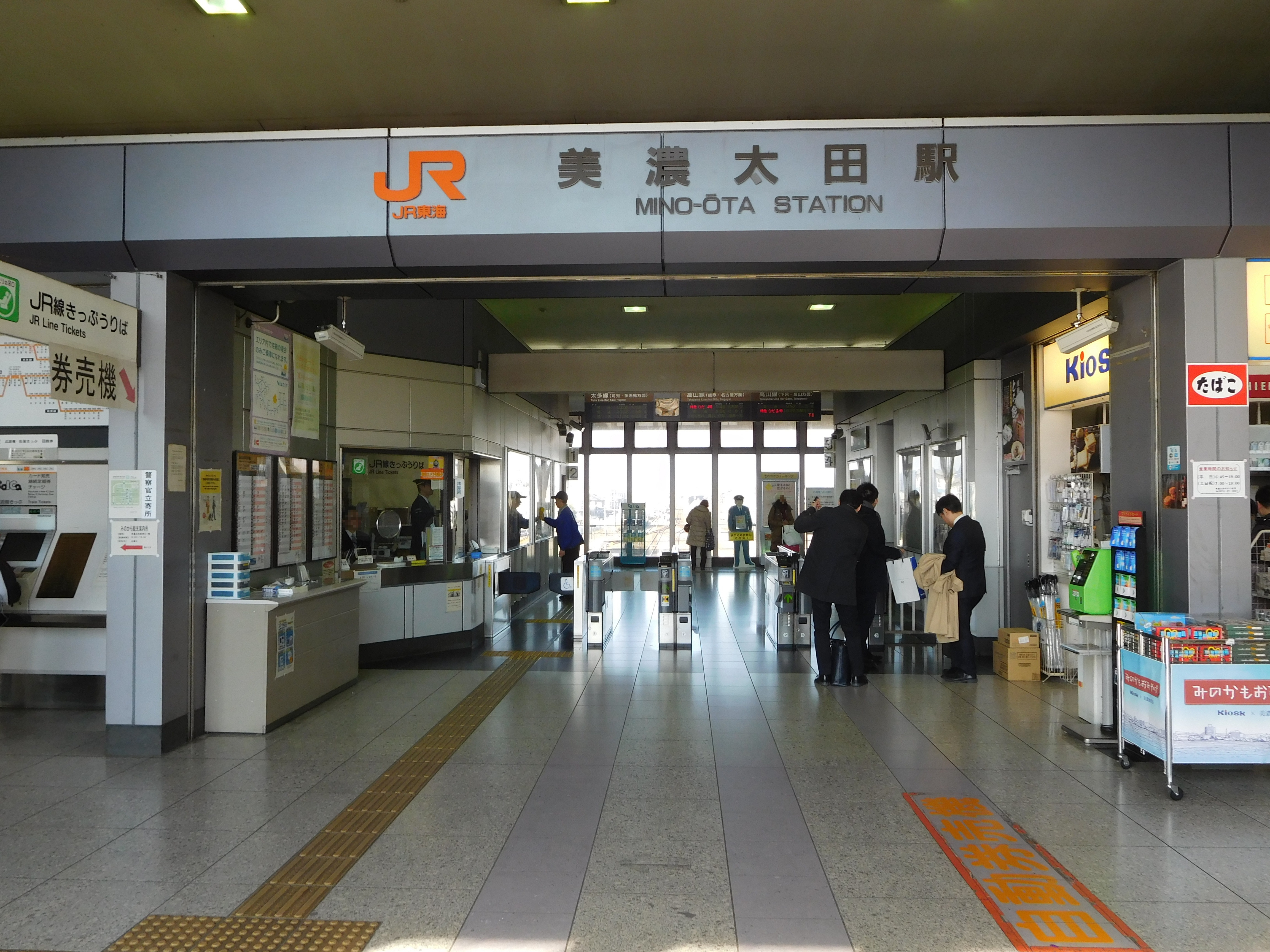
JR改札口

### 長良川鉄道
JR線のりばの北側に1面1線の単式ホームがあり、ホームは関寄りを向いて右側に設置されている。2006年以降、JR線と線路はつながっていない。
このホームへの出入口は先の「美濃太田駅自由通路」内に1か所あり、階段およびエレベーターによって1階のホームと結ばれている。
有人駅で、9:00~17:30の間はホーム上の窓口が営業されている。また、窓口に隣接して自動券売機 （普通回数券の購入も可能）を1台備えている。
2014年から「ときどき駅長」として犬（ゴールデンレトリバー）の駅長が乗客を見送っている（週1回）。

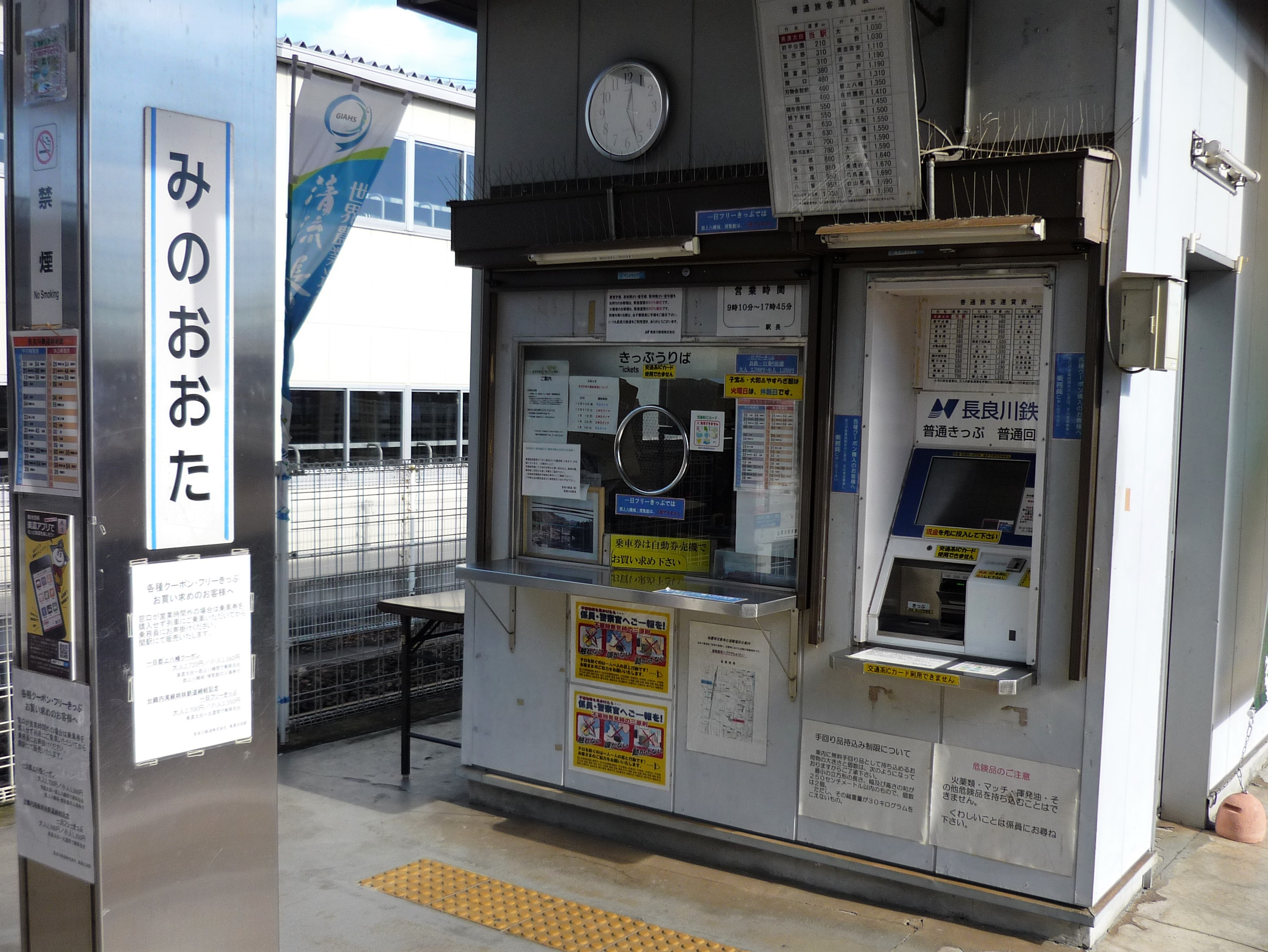
切符売り場（2016年）
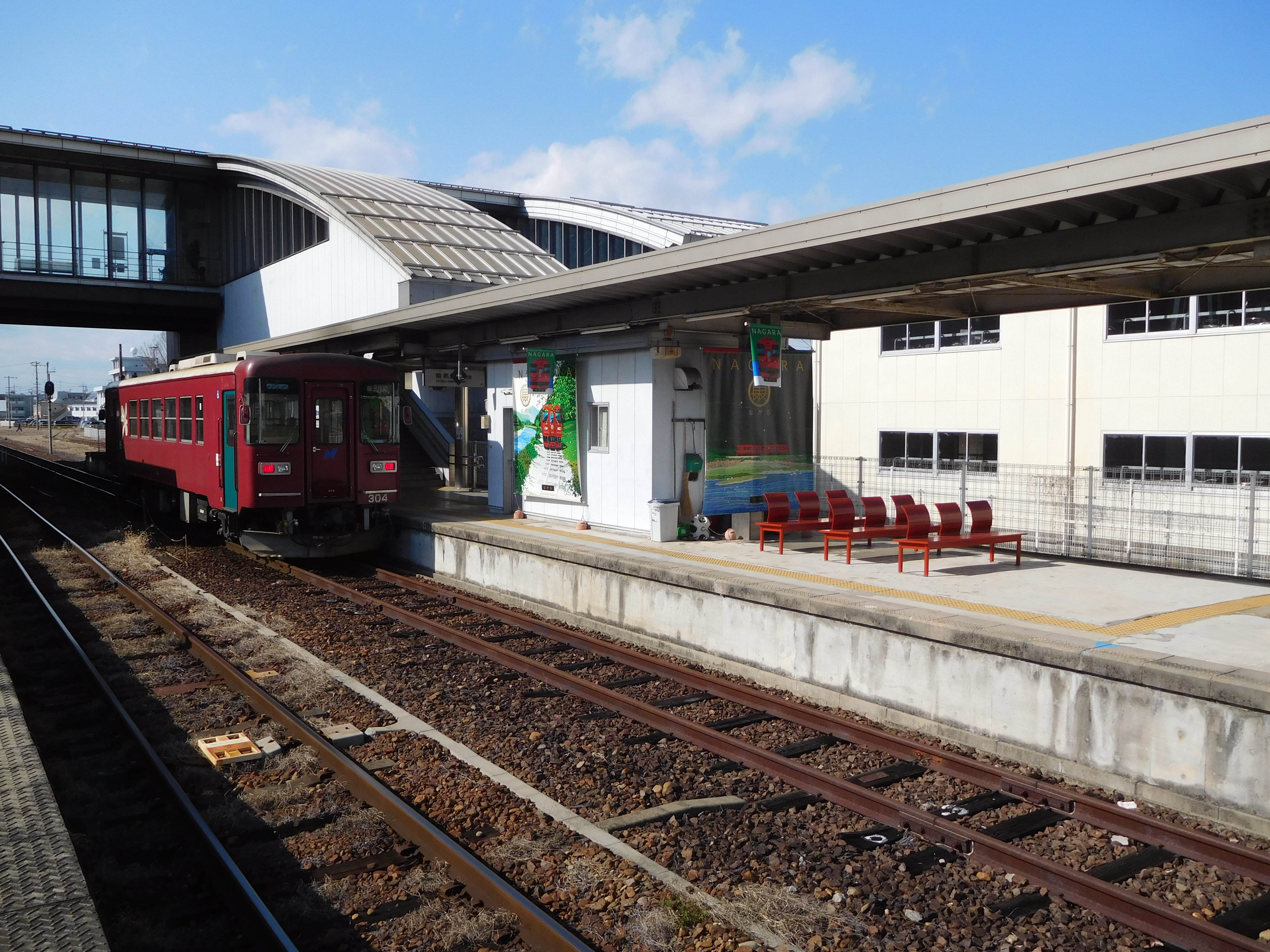
ホーム（2019年）

## 駅弁
株式会社向龍館が下記の駅弁を調製・販売していたが、向龍館の業務縮小に伴い2019年5月31日限りで販売終了となった。
- 松茸の釜飯[18][19]
- ちらし寿司ておけ

## 利用状況
「岐阜県統計書」「美濃加茂市統計書」によると1日平均乗車人員は以下のとおりとなっている。
| 年度（JR東海） 年次（長良川鉄道） | JR東海           | 長良川鉄道       |
| 年度（JR東海） 年次（長良川鉄道） | 1日平均 乗車人員 | 1日平均 乗車人員 |
| --------------------------------- | ---------------- | ---------------- |
| 2000年                            | 2,823            |                  |
| 2001年                            | 2,757            |                  |
| 2002年                            | 2,739            |                  |
| 2003年                            | 2,773            |                  |
| 2004年                            | 2,743            |                  |
| 2005年                            | 2,823            |                  |
| 2006年                            | 2,814            |                  |
| 2007年                            | 2,882            |                  |
| 2008年                            | 2,940            |                  |
| 2009年                            | 2,821            | 409              |
| 2010年                            | 2,820            | 394              |
| 2011年                            | 2,784            | 345              |
| 2012年                            | 2,752            | 378              |
| 2013年                            | 2,717            | 281              |
| 2014年                            | 2,699            | 374              |
| 2015年                            | 2,776            | 432              |
| 2016年                            | 2,815            | 416              |
| 2017年                            | 2,849            | 360              |
| 2018年                            | 2,834            | 430              |
| 2019年                            | 2,865            | 420              |
| 2020年                            |                  | 359              |

## 駅周辺
市街地は当駅南側に広がっている。
- 美濃加茂市役所
- 国道21号
- 国道41号
- 国道248号
- 木曽川
- 旧中山道太田宿
- 美濃太田運輸区 - 乗務員区所。当駅を岐阜方面に出発して、右手すぐに見える。
- 美濃加茂郵便局
- 太田病院
- 中部国際医療センター
- 美濃加茂市中央体育館プラザちゅうたい
- 美濃加茂市中央図書館
- 岐阜信用金庫 美濃加茂支店

## バス路線
- 東鉄バス - 八百津方面および中部国際医療センター方面。
  - かつては名鉄日本ライン今渡駅前を経由して可児駅や御嵩町、土岐市方面へ向かう路線も存在した。
- 美濃加茂市コミュニティバス（あい愛バス） - 市内各地域
- 坂祝町コミュニティバス　※坂祝町民のみ利用可能
- 川辺町福祉バス

## その他
- 明治時代後期、当駅付近から武儀郡吉田村を結ぶ中濃電気鉄道の計画が存在した。この鉄道は、現在の岐阜市と下呂市金山町を関市経由で結ぶ予定であった。支線として現在の美濃加茂市と関市を結ぶ予定であったが、後の国有鉄道越美南線として実現される。
- 1997年頃に当駅の駅名を「美濃加茂駅」に改名すべきかを問うアンケート調査が2度実施された。その結果は以下の通り。
  - 水曜クラブ（美濃加茂市近辺の企業経営者や医師らによる組織）が実施した「JR美濃太田駅名の変更に関するアンケート」。4月25日に美濃加茂市及び坂祝町内を対象にチラシ1万5千枚を新聞に織り込み、623通の回答。：「美濃加茂駅」派404人、「美濃太田駅」派189人[30]。
  - 美濃加茂商工会議所が実施した「美濃加茂市の鉄道交通体系および駅に関するアンケート調査」。4月に美濃加茂市民2,000人を対象に実施、824人の回答。：「美濃加茂駅」派約37％、「美濃太田駅」派約57％[31]。
- のうりん - 白鳥士郎によるライトノベル。本駅をモデルとした「美濃文田駅」（アニメでは、「美濃田茂駅」）が作中に登場する。長良川鉄道線ホームには、登場人物の顔出しパネルが設置されている。
- 名古屋駅と当駅間の運賃計算キロは、岐阜駅（東海道本線・高山本線）経由よりも多治見駅（中央本線・太多線）経由の方が短く、運賃も安価である。運賃計算キロで4.5km短く、大人普通運賃で前者1,170円、後者990円（2022年2月時点）である。ただし選択乗車制度は適用されないので、乗車券の券面通りに乗車する必要がある。TOICAなどICカード乗車券を使用した場合は、乗車経路にかかわらず、低額な多治見駅経由で精算される[32]。

## 隣の駅
※特急「ひだ」、観光列車「ながら」の隣の停車駅は列車記事を参照。
東海旅客鉄道（JR東海）
CG 高山本線
坂祝駅 (CG06) - 美濃太田駅 (CG07) - 古井駅
CI 太多線
美濃川合駅 (CI01) - 美濃太田駅 (CI00) （- 高山本線 坂祝駅）
長良川鉄道
■越美南線
美濃太田駅（0） - 前平公園駅（1）